# Неаполітанські вафлі
Неаполітанські вафлі (в українському побуті також українські вафлі, радянські вафлі) — один з традиційних різновидів вафель.

## Походження
Всупереч назві, неаполітанські вафлі не мають прямого відношення до Неаполю. Вони були створені в 1898 році у Відні, тодішній столиці габсбурзької Австрії, біля підніжжя вулкана Везувій в околицях Неаполя (звідки і назва). Готовий десерт нарізався на смужки та продавався на вагу.
У XX столітті цей десерт отримав широке розповсюдження в СРСР та країнах Східного блоку. До його плюсів ставилися: відносна дешевизна виготовлення, легка вага, довгий термін зберігання та транспортування. Неаполітанські вафлі, що стали в СРСР просто вафлями, добре підходили для масового промислового виробництва та перевезення на великі відстані.
У сучасній Україні, як і раніше в СРСР, неаполітанські вафлі випускаються з різними начинками, зокрема, лимонною, полуничною, шоколадною та багатьма іншими. Іноді вафлі покриваються шоколадною глазур'ю. На основі неаполітанських вафель був розроблений так званий вафельний торт. Крім України, масштабне виробництво (неаполітанських) вафель збереглося і в інших країнах колишнього СРСР — Росії, Білорусі, та країн які зазнали радянський вплив, зокрема, в Польщі і в Сербії.
Виробляються такі вафлі і в західних країнах, зокрема, їх продовжує випускати австрійська компанія «Manner».
На сьогоднішній день багато українських виробники економлять на інгредієнтах для вафель, випускаючи в продаж неякісні вироби. Однак, в цілому, вафлі залишаються відносно недорогим і доступним різновидом десерту.